# Cyrtopodion sistanense
Cyrtopodion sistanense es una especie de gecos de la familia Gekkonidae.

## Distribución geográfica yhábitat
Es endémica de una zona semidesértica de la provincia de Sistán y Baluchistán, al sudeste de Irán. Su rango altitudinal oscila entre 1000 y 1300 m s. n. m..